# 1978年美國職棒大聯盟選秀
1978年美國職棒大聯盟選秀為大聯盟第14屆選秀。亞特蘭大勇士的鮑伯·霍爾納為該年的首輪選秀狀元。

## 第一輪選秀
圖示
|  | 入選美國職棒大聯盟全明星賽的球員     |
|  | 入選美國國家棒球名人堂暨博物館的球員 |

| 順位 | 球員            | 球隊             | 位置        | 畢業學校         |
| 1    | 鮑伯·霍爾納     | 亞特蘭大勇士     | 三壘手      | 亞利桑那州立大學 |
| 2    | 洛伊德·莫斯比   | 多倫多藍鳥       | 一壘手      | 奧克蘭高中       |
| 3    | 赫比·布魯克斯   | 紐約大都會       | 游擊手      | 亞利桑那州立大學 |
| 4    | 麥克·摩根       | 奧克蘭運動家     | 右投        | 瓦里高中         |
| 5    | 安迪·霍金斯     | 聖地牙哥教士     | 右投        | 米德高中         |
| 6    | 提托·納尼       | 西雅圖水手       | 外野手      | 栗樹山學院高中   |
| 7    | 鮑伯·康明斯     | 舊金山巨人       | 捕手        | 萊斯兄弟高中     |
| 8    | 尼克·赫南德茲   | 密爾瓦基釀酒人   | 捕手        | 席亞雷高中       |
| 9    | 葛倫·法蘭克林   | 蒙特婁博覽會     | 游擊手      | 齊波拉中學       |
| 10   | 菲爾·朗斯佛     | 克里夫蘭印地安人 | 游擊手      | 威爾考克斯高中   |
| 11   | 羅德·巴克斯伯格 | 休士頓太空人     | 右投        | 南加州大學       |
| 12   | 柯克·吉卜森     | 底特律老虎       | 外野手      | 密西根州立大學   |
| 13   | 比爾·海耶斯     | 芝加哥小熊       | 捕手        | 印第安納州立大學 |
| 14   | 湯姆·布魯南斯基 | 加州天使         | 外野手      | 西柯維納高中     |
| 15   | 羅伯特·希克斯   | 聖路易紅雀       | 一壘手      | 泰特高中         |
| 16   | 藍尼·法耶多     | 明尼蘇達雙城     | 游擊手      | 傑佛遜高中       |
| 17   | 尼克·艾薩斯基   | 辛辛那提紅人     | 游擊手      | 卡羅市高中       |
| 18   | 雷克斯·赫德勒   | 紐約洋基         | 游擊手      | 布拉德高中       |
| 19   | 布萊德·賈奈特   | 匹茲堡海盜       | 一壘手      | 迪索托高中       |
| 20   | 提姆·康羅伊     | 奧克蘭運動家     | 左投        | 蓋特威高中       |
| 21   | 傑瑞·奧賓       | 匹茲堡海盜       | 左投        | 道賀堤綜合高中   |
| 22   | 羅伯特·波伊斯   | 巴爾的摩金鶯     | 三壘手      | 鹿園高中         |
| 23   | 瑞普·羅林斯     | 費城費城人       | 一壘手/右投 | 阿勒格尼高中     |
| 24   | 麥特·溫特斯     | 紐約洋基         | 外野手      | 威廉斯維爾高中   |
| 25   | 巴迪·比昂克拉納 | 堪薩斯市皇家     | 游擊手      | 瑞德伍德高中     |
| 26   | 布萊恩·萊德     | 紐約洋基         | 右投        | 施魯布瑞高中     |

## 補償選秀
1. ↑  因芝加哥白襪簽下自由球員羅恩·布隆伯格（英语：Ron Blomberg）而得到補償選秀
2. ↑  因德州遊騎兵簽下自由球員麥克·約根森（英语：Mike Jorgensen）而得到補償選秀
3. ↑  因洛杉磯道奇簽下自由球員泰瑞·佛爾斯特（英语：Terry Forster）而得到補償選秀
4. ↑  因波士頓紅襪簽下自由球員麥克·托雷茲（英语：Mike Torrez）而得到補償選秀

## 其他著名球員
- 丹尼·希普（英语：Danny Heep）, 第2輪, 37順位被休士頓太空人選走
- 梅爾·霍爾（英语：Mel Hall）, 第2輪, 39順位被芝加哥小熊選走
- 小卡爾·瑞普肯, 第2輪, 48順位被巴爾的摩金鶯選走
- 史蒂夫·貝爾邦尼（英语：Steve Balboni）, 第2輪, 52順位被紐約洋基選走
- 史蒂夫·貝卓西安, 第3輪, 72順位被聖路易紅雀選走
- 布里特·伯恩斯（英语：Britt Burns）, 第3輪, 70順位被芝加哥白襪選走
- 鮑比·布納（英语：Bobby Bonner）, 第3輪, 74順位被巴爾的摩金鶯選走
- 羅伯·迪爾（英语：Rob Deer）, 第4輪, 85順位被舊金山巨人選走
- 麥克·威特, 第4輪, 92順位被加州天使選走
- 戴夫·史迪布, 第5輪, 106順位被多倫多藍鳥選走
- 麥克·馬歇爾（英语：Mike Marshall (outfielder)）, 第6輪, 151順位被洛杉磯道奇選走
- 麥克·波迪克（英语：Mike Boddicker）, 第6輪, 152順位被巴爾的摩金鶯選走
- 提姆·瓦拉奇（英语：Tim Wallach）, 第8輪, 196順位被加州天使選走, 但未簽約
- 史蒂夫·薩克斯, 第9輪, 229順位被洛杉磯道奇選走
- 馬克·朗斯頓, 第15輪, 377順位被芝加哥小熊選走, 但未簽約
- 蓋瑞·瑞德斯（英语：Gary Redus）, 第15輪, 381順位被辛辛那提紅人選走
- 法蘭克·懷歐拉（英语：Frank Viola）, 第16輪, 415順位被堪薩斯市皇家選走, 但未簽約
- 肯特·赫貝克, 第17輪, 432順位被明尼蘇達雙城選走
- 艾瑞克·蕭爾（英语：Eric Show）, 第18輪, 447順位被聖地牙哥教士選走
- 約翰·史都珀（英语：John Stuper）, 第18輪, 460順位被匹茲堡海盜選走
- 凱文·麥克雷諾茲（英语：Kevin McReynolds）, 第19輪, 475順位被密爾瓦基釀酒人選走, 但未簽約
- 雷恩·桑柏格, 第20輪, 511順位被費城費城人選走
- 戴夫·德拉夫基（英语：Dave Dravecky）, 第21輪, 531順位被匹茲堡海盜選走
- 霍華德·強森（英语：Howard Johnson (baseball)）, 第21輪, 577順位被紐約洋基選走, 但未簽約
- 瑞克·里奇（英语：Rick Leach (baseball)）, 第24輪, 594順位被費城費城人選走
- 凡斯·勞（英语：Vance Law）, 第39輪, 758順位被匹茲堡海盜選走
- 羅恩·里夫斯（英语：Ron Reeves (gridiron football)）, 第47輪, 778順位被克里夫蘭印地安人選走

## 外部連結
- MLB.com - 1978 Draft Tracker (all rounds)
- MLB.com - Draft History （页面存档备份，存于）
- Complete draft list from The Baseball Cube database （页面存档备份，存于）

| 前任： 哈洛德·貝恩斯 | 選秀狀元 鮑伯·霍爾納 | 繼任： 艾爾·錢伯斯 |